# Məmişlər (Sabirabad)
Məmişlər è un comune dell'Azerbaigian situato nel distretto di Sabirabad. Conta una popolazione di 1.433 abitanti.